# Centrifuge Accommodations Module

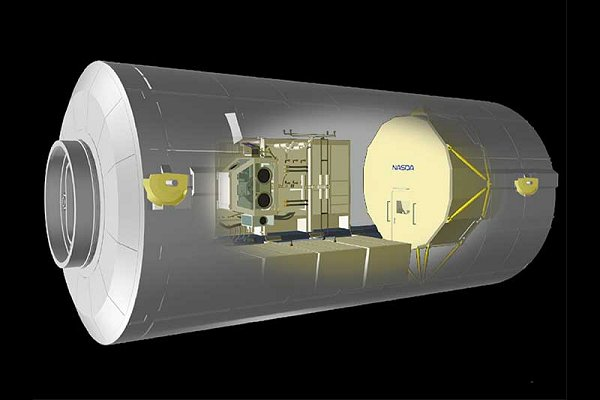
ISS Centrifuge Accommodations Module

Il Centrifuge Accommodations Module (CAM) è un modulo della Stazione spaziale internazionale progettato dall'Agenzia Spaziale Giapponese, ma mai realizzato, che avrebbe dovuto fornire un livello di gravità controllato per una serie di esperimenti 

## Storia
La centrifuga avrebbe dovuto fornire accelerazioni centrifughe controllabili per condurre una serie di esperimenti a gravità controllate. 
Erano già stati previsti tutta una serie di utilizzi ed esperimenti in vari campi:
- Esporre una varietà di esemplari biologici (piante) a vari livelli di gravità artificiale tra 0,01 g e 2 g.
- Fornire simultaneamente due diversi livelli di gravità artificiale.
- Studiare gli effetti dell'esposizione a diversi livelli di gravità nel tempo.
- Fornire un ambiente simile a quello terrestre per isolare gli effetti della microgravità e permettere agli esemplari di riprendersi da tali effetti.

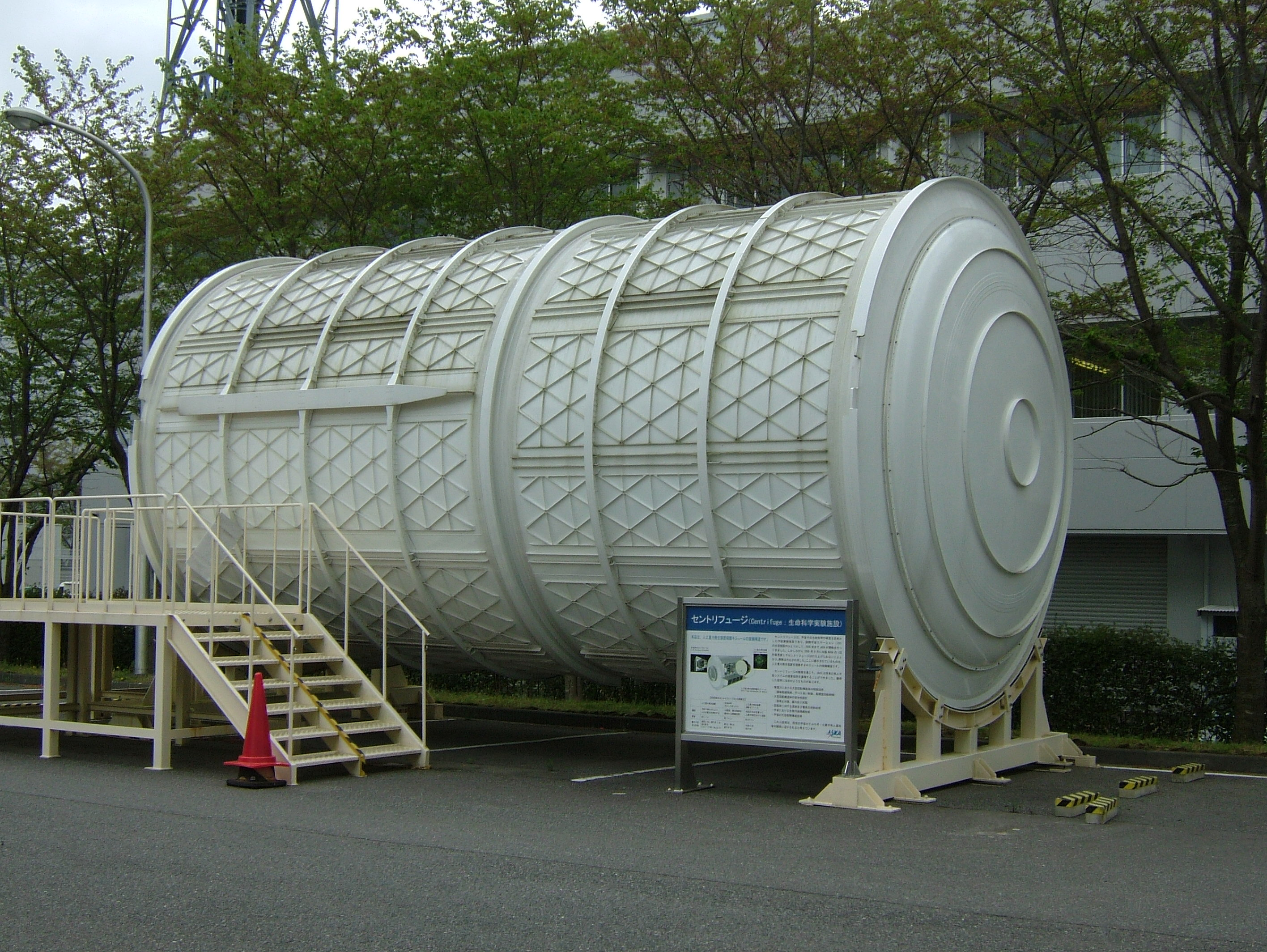
Il CAM esposto a Tsukuba

LA JAXA avrebbe dovuto costruire questo modulo per poi cederlo alla NASA in cambio del trasporto e dell'aggancio del laboratorio Kibo alla stazione. Alcuni elementi come il rotore della centrifuga che avrebbe dovuto generare la gravità artificiale erano già stati costruiti, ma questo modulo è stato cancellato come l'Habitation Module e il Crew Return Vehicle a causa dei costi sempre più elevati nella costruzione della ISS e dei problemi di volo dello Shuttle. Sarebbe stato posizionato sopra il Node 2.
Quanto realizzato prima di interrompere la fabbricazione del modulo è attualmente esposto all'esterno del Centro spaziale di Tsukuba.